# Ludwik Banaszak
Ludwik Banaszak (ur. 19 sierpnia 1901 w Gocanowie, zm. 15 lipca 1968 w Kostrzynie) – inżynier, działacz gospodarczy.

## Życiorys
Ludwik Banaszak urodził się w Gocanowie w pow. strzelneńskim, był synem Andrzeja, robotnika folwarcznego. W Gnieźnie w 1908 rozpoczął swoją edukację, a ukończył w 1915 na emigracji w Essen w Nadrenii. Kontynuował naukę w Düsseldorfie w Instytucie Technicznym A. Arensa i w którym w 1920 otrzymał tytuł inżyniera mechanika maszyn papierniczych. W 1957 Politechnika Łódzka tytuł ten zweryfikowała.
W wolnych chwilach działał w polskich organizacjach i stowarzyszeniach. W latach 1917–1919 członek Polskiego Uniwersytetu Ludowego w Essen, Polskiego Związku Zawodowego Metalowców w Nadrenii i Westfalii, w latach 1916–1919 Towarzystwa Gimnastycznego „Sokół” w Essen oraz w latach 1917–1919 sekretarz Towarzystwa Muzyczno-Teatralnego „Mickiewicz” w Essen. Do kraju powrócił w 1920, a jego miejscem zamieszkania była Bydgoszcz w której projektował, budował i montował Wielkopolską Papiernię. Kiedy w 1922 została uruchomiona, był asystentem dyrektora. Trzykrotnie powoływano go do wojska, ale zdemobilizowany w 1923 rozpoczął pracę w Pionkach w Biurze Projektów jako technik-konstruktor w jednym z zakładów, skierowany przez Ministerstwo Spraw Wojskowych. W latach 1925–1928 projektował i montował fabrykę nitrocelulozy oraz kwasu azotowego, a do 1930 był w niej kierownikiem oddziału kwasu azotowego.
Ożenił się w 1927 z Heleną Bugalską i na stałe zamieszkał w Pionkach. W 1931 za rzekome działanie na rzecz państwa ościennego i zapatrywania lewicowe był przez dwa miesiące więziony w Warszawie na Pawiaku. W latach 1930–1935 kierował komórką projektową fabryki nitrocelulozy, a także przeprowadził jej modernizację. Wybudowano nową doświadczalną fabrykę celulozy sulfitowej, w której Ludwik Banaszak zaprojektował i nadzorował montaż urządzeń produkcyjnych oraz nadzorował montaż na oddziale nitrocelulozy lakierowej i fabryce celuloidu. Od 1934 do 1939 w oddziale w Pionkach pełnił funkcję przewodniczącego Związku Techników RP.
Po 1935, aż do wybuchu II wojny światowej, często zmieniał miejsca pracy, obejmując w powstającym przemyśle chemicznym szereg kierowniczych stanowisk. W Kielcach był kierownikiem budowy w latach 1935–1936 oraz kierował montażem Fabryki Kwasu Siarkowego i Nawozów Sztucznych, którą modernizowano. W Niedomicach wybudował Fabrykę Celulozy, pod jego kierownictwem opracowano dokumentację techniczną, zmontowano ją i odbył się jej rozruch. Następnie w Zgierzu zaczął pracę w Fabryce Chemicznej „Boruta”, gdzie wykonał projekt jednego z oddziałów planowanej Fabryki Nitrozwiązków w Sarzynie. Do Pionek powrócił w 1938, gdzie w fabryce specjalnych materiałów wybuchowych „Demit” pracował jako projektant oraz kierownik montażu. Inżynier Banaszak przed 1939 wykonywał projekty fabryk: prochu bezdymnego, bawełny strzelniczej, mas plastycznych, masek gazowych, których kupcami były Argentyna, Bułgaria oraz Jugosławia oraz na zlecenie Celulozy Nadniemeńskiej zrobiony wstępny projekt fabryki celulozy sulfitowej wiskozowej w Ławnie k. Grodna.
Kiedy rozpoczęła się wojna, został aresztowany przez okupanta w 1939, także w 1940, kiedy w Pionkach w Państwowej Wytwórni Prochu organizował demontaż i niszczył urządzenia fabryczne. W okresie wojny utrzymywał rodzinę handlując drzewem. Pracował w Radzie Głównej Opiekuńczej – Delegatura Pionki, w której był kierownikiem kuchni ludowej. Pełnił przez pół roku obowiązki zastępcy burmistrza pracując w Zarządzie Gminnym.
Kiedy Polska została wyzwolona, w okresie od 1 kwietnia 1945 do 1 września 1946 pracował w Katowicach na stanowisku kierownika Biura Technicznego w Południowym Zjednoczeniu Przemysłu Papierniczego, a od 1946 do 1950 był w Zabrzu głównym projektantem w Biurze Budowy Przemysłu Papierniczego. W 1947 w Kostrzynie pod jego kierownictwem przeprowadzona została inwentaryzacja majątku w zniszczonej Kostrzyńskiej Fabryce Celulozy, która w wielkim niemieckim koncernie „Phoenix” była przed 1945 jednym z pięciu zakładów.
Przez cały okres swojej pracy zawodowej aktywnie uczestniczył w działalności wielu organizacji zawodowych i społecznych. Wstąpił do Związku Zawodowego Chemików, a przebywając w Zabrzu został przewodniczącym Stowarzyszenia Inżynierów i Techników Przemysłu Papierniczego. Należał także do Towarzystwa Przyjaźni Polsko-Radzieckiej i Polskiego Czerwonego Krzyża. Generalny projektant w Biurze Projektów Przemysłu Drzewnego i Papierniczego w Łodzi od 1950 do 1956.
Jeżdżąc po kraju z różnych miejsc ściągał elementy wyposażenia fabryk, które zostały zdemontowane przez Niemców. Wykonana została pod jego kierownictwem dokumentacja techniczna odbudowy zniszczonych fabryk w Niedomicach, Kluczach, Czułowie, Żywcu, Kaletkach, Skolwinie i Jeleniej Górze.
Pracując w Zabrzu w Biurze Budowy Przemysłu Papierniczego opracowywał projekt odbudowy Kostrzyńskiej Fabryki Celulozy. 27 września 1949 Komisja Oceny Projektów Inwestycyjnych przy Państwowej Komisji Planowania Gospodarczego zatwierdziła wstępny zarys tego planu. W dniu 28 czerwca 1951 ustalono ostateczne założenia fabryki, która miała rocznie produkować 50 000 ton celulozy. Od 15 lutego 1957 dyrektor Kostrzyńskiej Fabryki Celulozy. Radny Miejskiej Rady Narodowej od 1958 roku oraz wiceprzewodniczący Prezydium Rady od 1961.
Ludwik Banaszak był typowym działaczem-społecznikiem, m.in.: przewodniczącym Społecznego Komitetu Budowy Szkoły Tysiąclecia oraz prezesem honorowym pierwszego na ziemi lubuskiej oddziału zakładowego Polskiego Towarzystwa Turystyczno-Krajoznawczego. Patronował Klubowi Sportowemu „Celuloza”, Zakładowemu Domu Kultury, orkiestry zakładowej, klubowi NOT, Miejskiemu Kołu Wędkarskiemu oraz Klubowi Motorowemu. Inicjator budowy stadionu ZKS „Celuloza”, hotelu „Młodego Robotnika”, Zakładowego Domu Kultury.
Odwołany ze stanowiska dyrektora fabryki, 31 sierpnia 1967 został głównym inżynierem ds. inwestycji – doradcą dyrektora.
Zmarł 15 lipca 1968 w Kostrzynie.

## Ordery i odznaczenia[4]
- Krzyż Kawalerski Orderu Odrodzenia Polski – 11 grudnia 1958
- Srebrny Krzyż Zasługi – 13 lipca 1955[5]
- Brązowy Krzyż Zasługi – 16 lipca 1929[6]
- Medal 10-lecia Polski Ludowej – 13 kwietnia 1955[7]
- Odznaka 1000-lecia Państwa Polskiego (1962)
- Odznaka „Zasłużonego Działacza Kultury Fizycznej” (1964)
- Złota Honorowa Odznaka PTTK (1967)
- Srebrna Odznaka Przodownika Pracy (13 stycznia 1954)
- Złota Odznaka Związku Chemików (1966)
- Odznaka XV-lecia Związku Chemików (1960)
- Odznaka Honorowa „Za zasługi w rozwoju województwa zielonogórskiego” (1964)

## Upamiętnienie
Jego imieniem, na początku lat 70. nazwano ulicę w Kostrzynie nad Odrą, przy której znajduje się Szkoła Tysiąclecia (Szkoła Podstawowa nr 2).